# Кампус-дус-Гойтаказис
Кампус-дус-Гойтаказис (порт. Campos dos Goytacazes) — муниципалитет в Бразилии, входит в штат Рио-де-Жанейро. Составная часть мезорегиона Север штата Рио-де-Жанейро. Входит в экономико-статистический микрорегион Кампус-дус-Гойтаказис. Население составляет 426 154 человека на 2007 год. Занимает площадь 4031,910 км². Плотность населения — 105,7 чел./км².

## История
Город основан 28 марта 1835 года.

## Статистика
- Валовой внутренний продукт на 2005 год составляет 16 116 180 миллионов реалов (данные: Бразильский институт географии и статистики).
- Валовой внутренний продукт на душу населения на 2005 год составляет 37 813,00 реалов (данные: Бразильский институт географии и статистики).
- Индекс развития человеческого потенциала на 2000 год составляет 0,752 (данные: Программа развития ООН).

## Известные уроженцы
- Хосе до Патросиниу (1854—1905) — бразильский писатель, журналист, видный деятель аболиционистского движения.
- Ни́лу Проко́пиу Песа́нья (1867—1924) — седьмой президент Бразилии.